# SV Polizei Hamburg
SV Polizei Hamburg Handball atual SG Altona, faz parte do Sportvereinigung Polizei Hamburg von 1920 que é uma equipe esportiva alemã, presente em vários esportes como futebol, Rugby, handebol, ginastica, entre outros. Seu maior destaque como equipe de handebol foi quando chegou ao tetra campeonato alemão no início dos anos cinquenta. Só a partir de 1996 a equipe passou a se chamar SG Altona. Atualmente disputa na ligas amadoras da Alemanha.

## Titulos
Lista atualizada em 2013.
- Campeonato Alemão de Handebol:
  - 1950, 1951, 1952, 1953

## Elenco 2012/2013
Lista atualizada em 2013.
| Nr. | Nacionalidade | Nome                |
| --- | ------------- | ------------------- |
| 1   | Alemanha      | Stefan Rzepucha     |
| 22  | Alemanha      | Fabian Pierenkemper |
| 83  | Alemanha      | Dennis Schulz       |
| 8   | Alemanha      | Lennart Stücker     |
| 27  | Alemanha      | Moritz Beul         |
| 5   | Alemanha      | Jonathan Schubert   |
| 11  | Alemanha      | Stefan Dobberstein  |
| 13  | Alemanha      | Dennis Lübke        |
| 7   | Alemanha      | Jens Frank          |
| 10  | Alemanha      | Jonas Weinbrecht    |
| 20  | Alemanha      | Alexander Stücker   |
| 3   | Alemanha      | Dawid Mrowczynski   |
| 14  | Alemanha      | Marius Diekmann     |
| 6   | Alemanha      | Jan Zschommler      |
| 9   | Alemanha      | Leve Credo          |
| 23  | Alemanha      | Gereon Poppe        |
| 2   | Alemanha      | Serjoscha Wolf      |
| 19  | Alemanha      | Rene Kantorek       |
| 25  | Alemanha      | Steffen Schön       |